# Hansel & Gretel (film 2002)
Hansel & Gretel (Hansel and Gretel) è un film statunitense del 2002 diretto da Gary J. Tunnicliffe.

## Trama
Hansel e Gretel sono rispettivamente fratellino e sorellina e per seguire le orme della loro defunta madre, aiuteranno il loro padre a ribellarsi agli ordini dell'infida matrigna. Insieme ai loro amici il Corvo, Andrew, Katie, l'Omino del Sonno, il Troll e la Fata di Legno formeranno una potente coalizione per svelare l'identità di una donna e sconfiggere una terribile Strega.